# Сырдак
Сырдак (каз. Сырдақ) — озеро в Карабалыкском районе Костанайской области Казахстана. Находится в 8 км к юго-востоку от села Михайловка.
По данным топографической съёмки 1958 года, площадь поверхности озера составляет 5,07 км². Наибольшая длина озера — 3,3 км, наибольшая ширина — 2,4 км. Длина береговой линии составляет 9,6 км, развитие береговой линии — 1,19. Озеро расположено на высоте 220,4 м над уровнем моря.
По данным обследования экспедицией ГГИ от 5 сентября 1956  года, площадь поверхности озера составляет 6,9 км². Максимальная глубина — 1,7 м, объём водной массы — 5,3 млн. м³, общая площадь водосбора — 5,7 км².